# Eslook
De eslook (Allium oschaninii) is een plant uit de narcisfamilie (Amaryllidaceae).
... · 
A. altaicum · 
A. ampeloprasum (prei) · 
A. ascalonicum (sjalot) · 
A. carinatum (berglook) · 
A. cepa (ui) · 
A. fistulosum (grof bieslook) · 
A. fistulosum var. bulbifera (sint-jansui) · 
A. fistulosum var. giganteum (stengelui) ·
A. karataviense · 
A. oleraceum (moeslook) · 
A. oschaninii (eslook) · 
A. paradoxum (armbloemig look) · 
A. rotundum (ronde look) · 
A. sativum (knoflook) · 
A. schoenoprasum (bieslook) · 
A. scorodoprasum (slangenlook) · 
A. sphaerocephalon (kogellook) · 
A. tricoccum · 
A. triquetrum (driekantig look) · 
A. tuberosum (Chinese bieslook) · 
A. ursinum (daslook) · 
A. vineale (kraailook) · 
A. zebdanense (bochtig look) ·
...